# Krasimira Bogdanova
Krasimira Bogdanova (5 de junio de 1949 - 10 de marzo de 1992) fue una jugadora de baloncesto búlgara. Consiguió 4 medallas en competiciones oficiales con Bulgaria.